# Pano Koufonisi
Die griechische Insel Pano Koufonisi (griechisch Πάνω Κουφονήσι (n. sg.) ‚Ober-Koufonisi‘) gehört zur Inselgruppe der Kleinen Kykladen. Zusammen mit weiteren zwölf Inseln und Felseneilanden bildet Pano Koufonisi den Gemeindebezirk (gr. dimotiki enotita) Koufonisia innerhalb der Gemeinde Naxos und Kleine Kykladen. Hauptort der Insel ist mit 391 Einwohnern der gleichnamige Ort Koufonisi.

## Lage

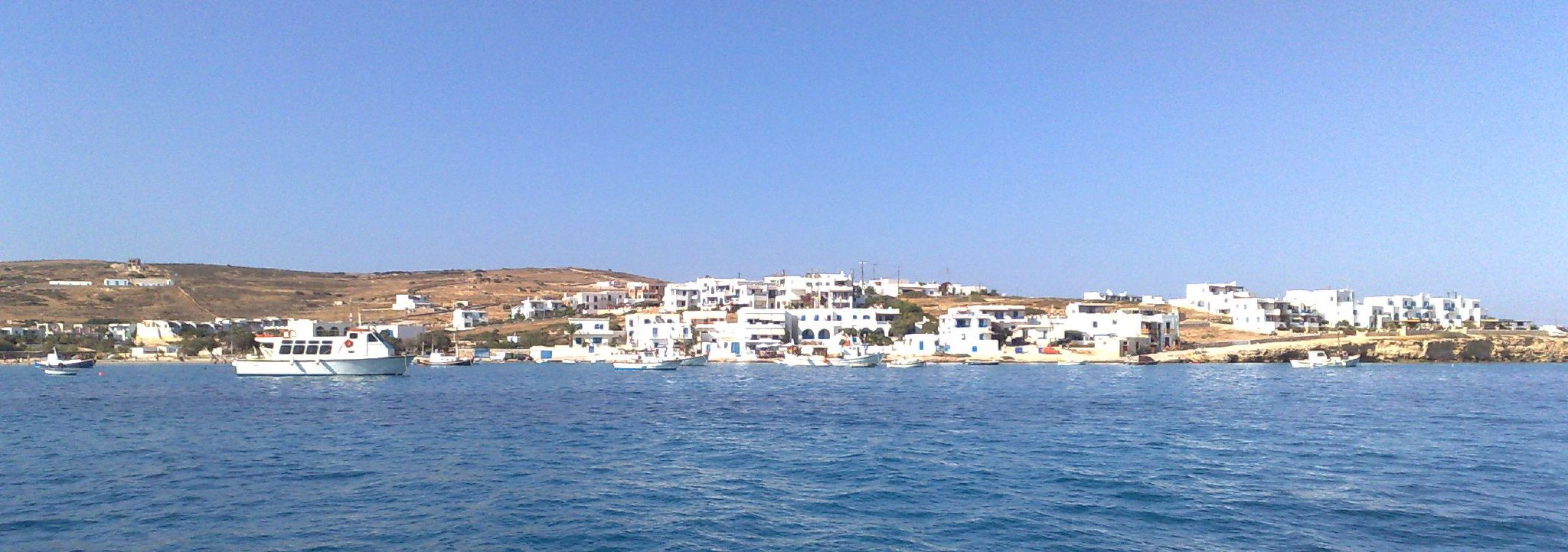
Pano Koufonisi

Pano Koufonisi liegt etwa 4 km südöstlich von Naxos, 22 km nordwestlich von Amorgos und mehr als 22 km südwestlich von Donousa. Durch die etwa 400 m schmale und maximal 8 m tiefe Meerenge von Koufonisi (Στενό Κουφονησιού) wird Pano Koufonisi von der südlich liegenden Insel Kato Koufonisi getrennt. Die ebenfalls unbewohnte Insel Glaronisi liegt etwa 1200 m südlich, Keros etwa 3,8 km südöstlich.
Das Seegebiet zwischen Pano Koufonisi, Kato Koufonisi und Keros wurde in der Antike als Kophos Limin (‘Κωφὸς Λιμὴν’) bezeichnet.

## Geschichte
Auf Pano Koufonisi wurden Gräber der bronzezeitlichen Kykladenkultur aus dem 3. Jahrtausends v. Chr. an drei Stellen archäologisch nachgewiesen. Bei Alonistra Chousouri, Tsavaris und Agrilia wurden Gräber in den 1970 archäologisch erforscht.
Pano Koufonisi kam nach der Eroberung Konstantinopels während des Vierten Kreuzzuges zum venezianischen Herzogtum Archipelagos, das 1207 von Marco Sanudo gegründet wurde. Nachdem die Flotte Chaireddin Barbarossas Naxos erobert hatte, begann die osmanische Herrschaft. Die Insel bot während der osmanischen Zeit Piraten Unterschlupf.
Mit dem Londoner Protokoll von 1829 wurde Pano Koufonisi wie die anderen Kykladeninseln Teil des neuen griechischen Staates. Während des Zweiten Weltkrieges wurde die Insel zuerst von 1941 bis 1943 von Italien und anschließend bis 1944 von der deutschen Wehrmacht besetzt.
Nach der Volkszählung 2011 lebten 391 Einwohner im gleichnamigen Hafenort und 8 im nordöstlich gelegenen Küstenort Finikas. Haupterwerbszweige sind der Fischfang, die nur noch spärliche Landwirtschaft sowie der inzwischen aufblühende Tourismus.

### Archäologie
In der Nähe des Hauptortes der Insel befindet sich bei Agrilia eines der größten Gräberfelder der Kykladenkultur, das mindestens 100 Jahre aber nicht länger als 200 Jahre genutzt wurde. Das Gräberfeld von Agrilia ist für die zeitlich korrekte Einordnung der Kampos-Gruppe, die als Zwischenglied der Grotta-Pelos-Kultur (FK I) und der Keros-Syros-Kultur (FK II) angesehen wird, besonders wichtig. Obwohl durch Raubgrabungen stark beschädigt, wurden 72 der mindestens 92 Gräber der Nekropole archäologisch untersucht. Die Gräber unterscheiden sich von den bisher bekannten Steinkistengräbern der Kykladen. Es handelt sich um in den Stein gehauene Kammergräber, die von einer kleineren Vorkammer durch eine Platte getrennt sind. Die außergewöhnliche Grabarchitektur sowie Grabbeigaben wie Fußschalen und Näpfe weisen Parallelen zum Gräberfeld von Agia Photia im Nordosten Kretas auf. Während die Vorkammern der Gräber auf der kykladischen Kampos-Gruppe keine Beigaben enthielten, fand sich in Agia Photia in einem Fall eine Fußschale. Außerdem wurden auf Kreta Metallgegenstände häufiger gefunden. Im Gräberfeld von Agrilia konnte das früheste Auftreten von Langdolchen auf den Kykladen nachgewiesen werden.

## Naturschutz
Pano Koufonisi ist Teil des Natura 2000 Gebiets GR4220013 Mikres Kyklades: Irakleia, Schinoussa, Koufonisia, Keros, Antikeri kai thalassia zoni ().